# ساندرو كالابرو
ساندرو كالابرو (بالهولندية: Sandro Calabro)‏ (11 أبريل 1983 بلاهاي في هولندا - ) هو لاعب كرة قدم هولندي في مركز الهجوم. لعب مع آر كي سي فالفيك وأدو دين هاغ ورويال أنتويرب وسبارتا روتردام وفي في في فينلو ونادي أوترخت ونادي سانت غالن ونادي فولندام وهيلموند سبورت وK.M.S.K. Deinze ‏.

## روابط خارجية
- ساندرو كالابرو على موقع قاعدة بيانات كرة القدم.إي يو (الإنجليزية)
- ساندرو كالابرو على موقع Soccerway.com (الإنجليزية)
- ساندرو كالابرو على موقع عالم كرة القدم.نت (الإنجليزية)